# Quai du Point-du-Jour (Boulogne-Billancourt)
Le quai du Point-du-Jour est un quai de la Seine situé à Boulogne-Billancourt dans les Hauts-de-Seine.

## Situation et accès

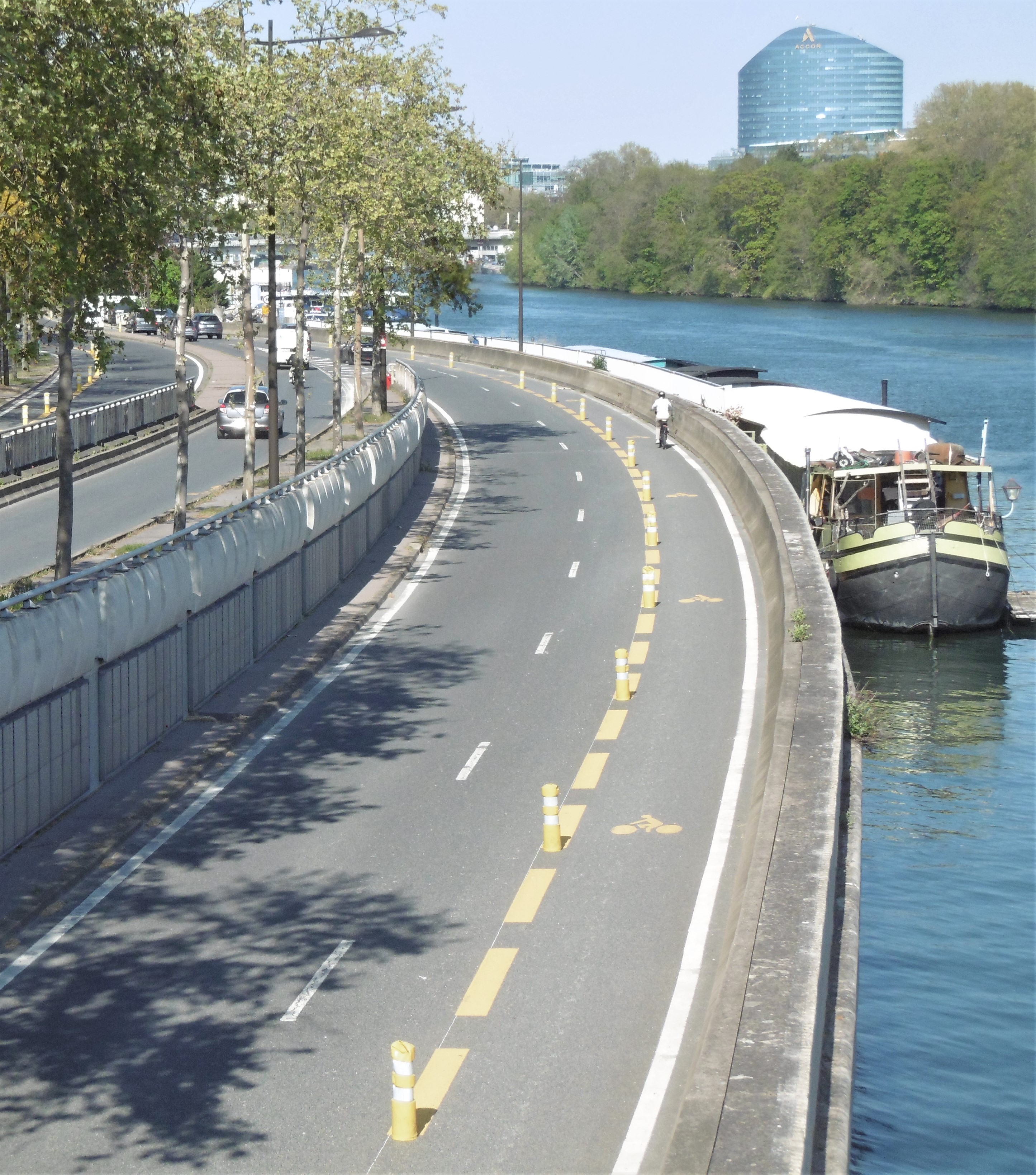
Quai du Point-du-Jour, vu des ponts de Billancourt vers l'amont.

Le quai du Point-du-Jour est desservi par la station de métro Marcel Sembat sur la ligne 9.

## Origine du nom

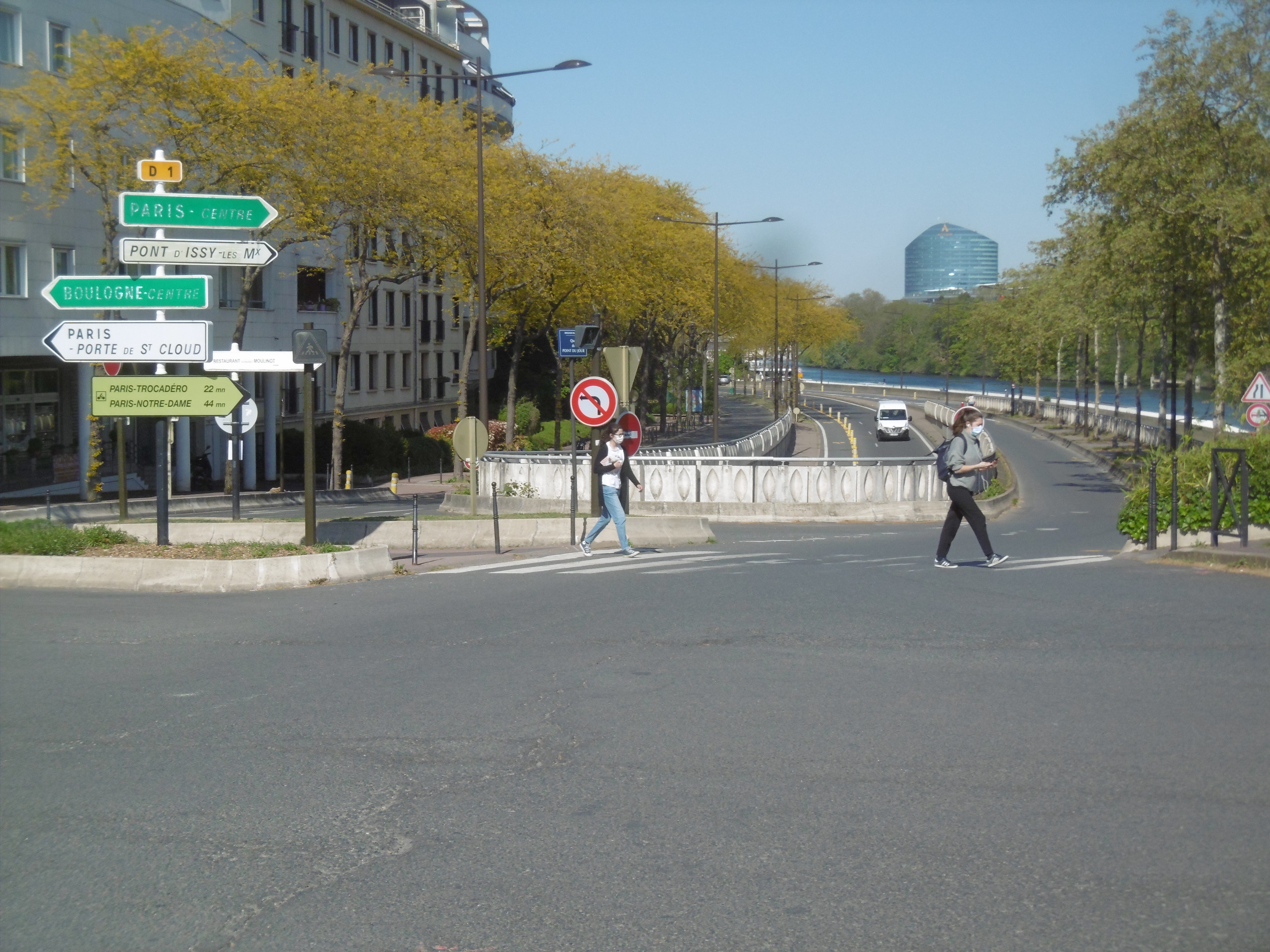
Vue du pont de Billancourt côté nord.

Le Point-du-Jour était un lieudit qui a donné son nom à la porte du Point-du-Jour, porte de Paris dans le 16e arrondissement.
Il est à noter que le quai ne traverse pas ce quartier.

## Historique

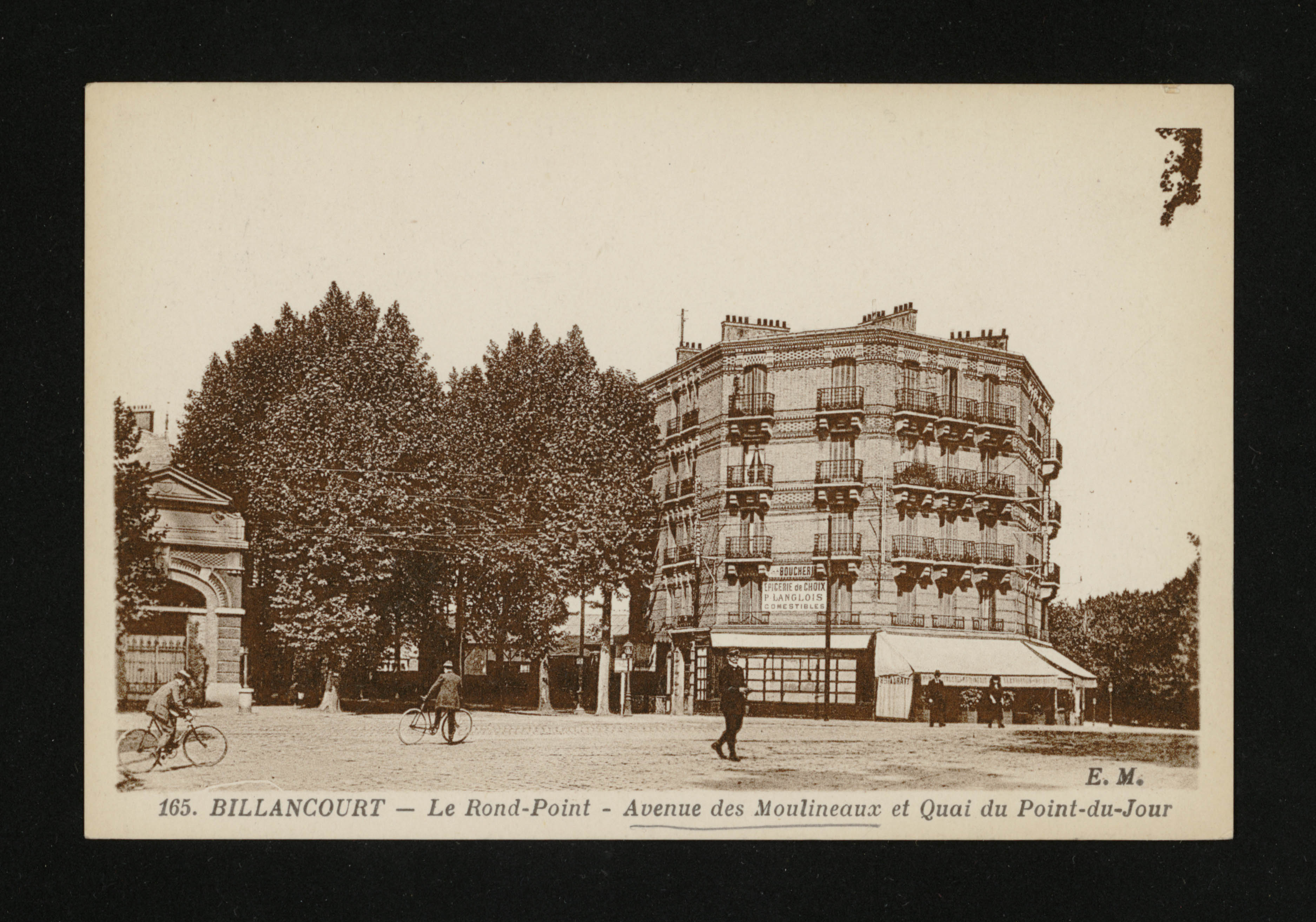
Boulogne-Billancourt - Le rond-point, l'avenue des Moulineaux et le quai du Point-du-Jour.

Il s'agit de l’ancien chemin de halage de Billancourt qui recevra l’appellation « quai du Point du Jour » à la suite d'une décision du conseil municipal du 29 juin 1892.
Lors des bombardements de Paris et de sa banlieue durant la Première Guerre mondiale, le 29 juin 1918, des raids d'avions ciblent le quai et l'avenue des Moulineaux, aujourd'hui l'avenue Pierre-Grenier.

## Bâtiments remarquables et lieux de mémoire

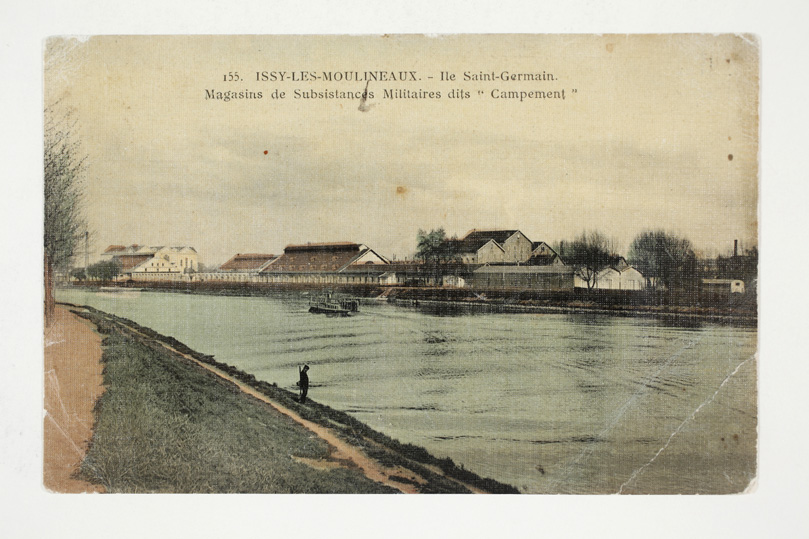
L'île Saint-Germain et les magasins de subsistances militaires dits « Campement », vus du quai du Point-du-Jour, vers 1910.

- Emplacement de l'ancienne usine des produits chimiques Billaut-Billaudot.
- Groupe d'habitations à bon marché construites en 1932[3]. Œuvres des architectes Joseph Bassompierre (1871-1950), Paul de Rutté (1871-1943) et Paul Sirvin (1891-1977), ils ont été réhabilités de 1992 à 1996 par Patrick Magendie[4].
- Cimetière Pierre-Grenier, ouvert en 1889.
- Pont d'Issy, qui se dirige vers Issy-les-Moulineaux.

Ce quai est de plus le siège de nombreuses entreprises dans le secteur des médias.